# Каролін Дюре Брейванґ
Каролін Дюре Брейванґ  (норв. Karoline Dyhre Breivang, 10 травня 1980) — норвезька гандболістка. Дворазова олімпійська чемпіонка. Чемпіонка світу і Європи.

## Виступи на Олімпіадах
| Олімпіада   | Дисципліна | Місце  |
| ----------- | ---------- | ------ |
| Пекін 2008  | гандбол    | Золото |
| Лондон 2012 | гандбол    | Золото |